# 小池昌代
小池 昌代（こいけ まさよ、1959年7月17日 - ）は、日本の詩人、小説家、翻訳家。
雑誌編集をしつつ詩作し、詩集『永遠に来ないバス』(1997年)で現代詩花椿賞受賞。川端康成文学賞受賞の『タタド』(2007年)で、作家としても注目される。ほかに短編集『ことば汁』(2008年)、『たまもの』(2014年)など。

## 経歴
- 1959年、東京都江東区深川に生まれる。実家は祖父の代からの材木店。江東区立明治小学校・江東区立深川第二中学校・東京都立両国高等学校を経て（石田衣良と同級生）、津田塾大学学芸学部国際関係学科を卒業。小学校時代からピアノを習い、高校で初めてヴィオラを学び、のちアマチュアのオーケストラや弦楽四重奏団に参加した。
- 1989年、林浩平、渡邊十絲子とともに、詩誌『Mignon』創刊。投稿により第6回ラ・メール新人賞受賞。
- 1995年、個人誌『音響家族』創刊。
- 1997年、詩集『永遠に来ないバス』で第15回現代詩花椿賞受賞。同書で第5回萩原朔太郎賞候補。
- 2000年、詩集『もっとも官能的な部屋』で第30回高見順賞受賞。同書で第7回萩原朔太郎賞候補。
- 2001年、エッセイ集『屋上への誘惑』で第17回講談社エッセイ賞受賞。詩集『夜明け前十分』で第9回萩原朔太郎賞候補。
- 2002年、石井辰彦、四方田犬彦をメンバーとする『三蔵2』に参加。
- 2004年、小説集『感光生活』で第24回野間文芸新人賞候補。
- 2005年、片岡直子による文章、「インスピレーションの範囲 - 小池昌代さんの『創作』をめぐって」（『文學界』11月号）により、小説作品のオリジナリティに対し疑義を唱えられるが、片岡の文章は被害妄想としか考えられず、文章の最後には自分からの手紙から着想した文章を小池が書いていると仄めかすなどおかしなものである。
- 2007年、詩集『地上を渡る声』で第2回三好達治賞候補。小説「タタド」で第33回川端康成文学賞受賞。
- 2008年、詩集『ババ、バサラ、サラバ』で第10回小野十三郎賞受賞。
- 2007年 - 2012年、立教大学文学部文学科文芸・思想専修特任教授。
- 2010年、『コルカタ』で第18回萩原朔太郎賞受賞。
- 2014年、『たまもの』で第42回泉鏡花文学賞受賞。

## 作品リスト

### 詩集
- 『水の町から歩き出して』（思潮社） 1988
- 『青果祭』（思潮社） 1991.3
- 『永遠に来ないバス』（思潮社） 1997.5
- 『もっとも官能的な部屋』（書肆山田） 1999.6
- 『夜明け前十分』（思潮社） 2001.6
- 『雨男、山男、豆をひく男』（新潮社） 2001.12
- 『小池昌代詩集』（現代詩文庫） 2003.12
- 『地上を渡る声』（書肆山田） 2006.4
- 『ババ、バサラ、サラバ』（本阿弥書店） 2008.1
- 『コルカタ』（思潮社） 2010.4
- 『野笑 Noemi』(澪標） 2017
- 『赤牛と質量』（思潮社） 2018

### 小説
- 『感光生活』（筑摩書房） 2004.6、のちちくま文庫 2007.11
- 『ルーガ』（講談社） 2005.11
- 『裁縫師』（角川書店） 2007.6月
- 『タタド』（新潮社） 2007.7、のち新潮文庫 2010.1
  - 「タタド」（『新潮』2006年9月号）
- 『ことば汁』（中央公論新社） 2008.9、のち中公文庫 2012.1
- 『転生回遊女』（小学館） 2009.11、のち小学館文庫 2012.10
- 『怪訝山』（講談社） 2010.4 - 短編集
  - 「木を取る人」（『群像』2004年4月号）
  - 「あふあふあふ」（『群像』2006年5月号）
  - 「怪訝山」（『群像』2008年2月号）
- 『わたしたちはまだ、その場所を知らない』(河出書房新社） 2010.6
- 『弦と響』（光文社） 2011.2、のち光文社文庫 2012.10
- 『黒蜜』（筑摩書房） 2011.9
- 『自虐蒲団』（本阿弥書店） 2011.12
- 『厩橋』（角川書店） 2012.3
- 『たまもの』（講談社） 2014.6
- 『悪事』（扶桑社） 2014.9
- 『幼年 水の町』（白水社） 2017.12
- 『影を歩く』（方丈社） 2018
- 『かきがら』（幻戯書房） 2020
- 『あの子』（かまくら春秋社） 2021 - 絵本
- 『くたかけ』（鳥影社） 2023

### エッセイ
- 『屋上への誘惑』（岩波書店） 2001.3、のち光文社文庫 2008.1
- 『黒雲の下で卵をあたためる』（岩波書店） 2005.11、のち岩波現代文庫 2019
- 『井戸の底に落ちた星』（みすず書房） 2006.11
- 『詩を読んで生きる 小池昌代の現代詩入門』（NHK出版） 2011.9
- 『文字の導火線』（みすず書房） 2011.9
- 『通勤電車で読む詩集』（生活人新書） 2009.9
- 『おめでとう』（新潮社） 2013.3
- 『ときめき百人一首』（河出書房新社） 2017、のち河出文庫 2019

### 共編著
- 『対詩 詩と生活』（四元康祐共著、思潮社） 2005.12
- 『かさぶたってどんなぶた あそぶことば』（スズキコージ画、あかね書房） 2007.9
- 『レモン かんじることば』（村上康成画、あかね書房） 2007.10
- 『どっさりのぼく いきることば』（太田大八画、あかね書房） 2007.11
- 『うち知ってんねん みんなのことば』（片山健画、あかね書房） 2007.12
- 『かんがえるのっておもしろい ひろがることば』（古川タク画、あかね書房） 2008.1
- 『やさしい現代詩』（林浩平, 吉田文憲共著、三省堂） 2009.1
- 『生きのびろ、ことば』（林浩平, 吉田文憲共著、三省堂） 2009.1
- 『建築と言葉 日常を設計するまなざし』（塚本由晴共著、河出ブックス） 2012.6
- 『花をめぐる物語』（安西篤子, 太田治子, 尾崎左永子, 馬場あき子, 星野椿共著、かまくら春秋社） 2015
- 『小説への誘い 日本と世界の名作120』（芳川泰久, 中村邦生共著、大修館書店） 2015
- 『恋愛詩集』（編著、NHK出版新書） 2016
- 『この名作がわからない』（小谷野敦共著、二見書房） 2019

## 翻訳
- 『ゆきがふりはじめたら』（フィリス・ゲイシャイトー、講談社） 2001.10
- 『おおきなきかんしゃちいさなきかんしゃ』（マーガレット・ワイズ・ブラウン、講談社） 2003.4
- 『どうしたの』（シャーロッテ・デーマートンス、あかね書房） 2003.12
- 『それいけしょうぼうしゃ』（ティボル・ゲルゲイ、講談社） 2004.5
- 『森の娘マリア・シャプドレーヌ』（ルイ・エモン、岩波書店） 2005.5
- 『どうぶつたちのオーケストラ』（イーロー・オーリンズ、講談社） 2005.8
- 『まんまるおつきさまをおいかけて』（ケビン・ヘンクス、福音館書店） 2005.10
- 『かかし』（シド・フライシュマン、ゴブリン書房） 2007.4

## 出演
- 『課外授業 ようこそ先輩』（2010年10月17日、NHK）
- こころの時代「それでも、信じる 負け続ける元裁判官」（2021年9月12日、NHK Eテレ）[1]